# Juicio por agresión sexual contra Taylor Swift
El juicio por agresión sexual contra Taylor Swift fue un caso legal llevado a cabo en el Tribunal de Distrito de los Estados Unidos para el Distrito de Colorado. El juicio involucró a David Mueller, un ex DJ, quien presentó una demanda por difamación contra la cantante y compositora Taylor Swift. Él alegó que ella lo despidió injustamente tras un incidente en un encuentro con fanáticos en 2013. Swift luego contrademandó a Mueller por agresión y abuso sexual, buscando un simbólico un dólar en daños y perjuicios. El juicio duró una semana, comenzando el 7 de agosto de 2017, con la presencia de ambos, Mueller y Swift, en la corte. Concluyó la noche del 14 de agosto de 2017, con el jurado fallando a favor de Swift y ordenando a Mueller pagarle un dólar estadounidense.
El juicio atrajo una atención mediática significativa debido a la condición de celebridad de alto perfil de Swift. Los medios de comunicación informaron diariamente sobre los detalles del caso y la reacción del público. En una declaración emitida por Swift después del juicio, reveló que su razón para contrademandar era empoderar a otras víctimas de agresión sexual. En la declaración, también se comprometió a donar a organizaciones que ayudan a financiar los costos legales de las víctimas de agresión sexual que deciden defenderse.

## Antecedentes

### Agresión

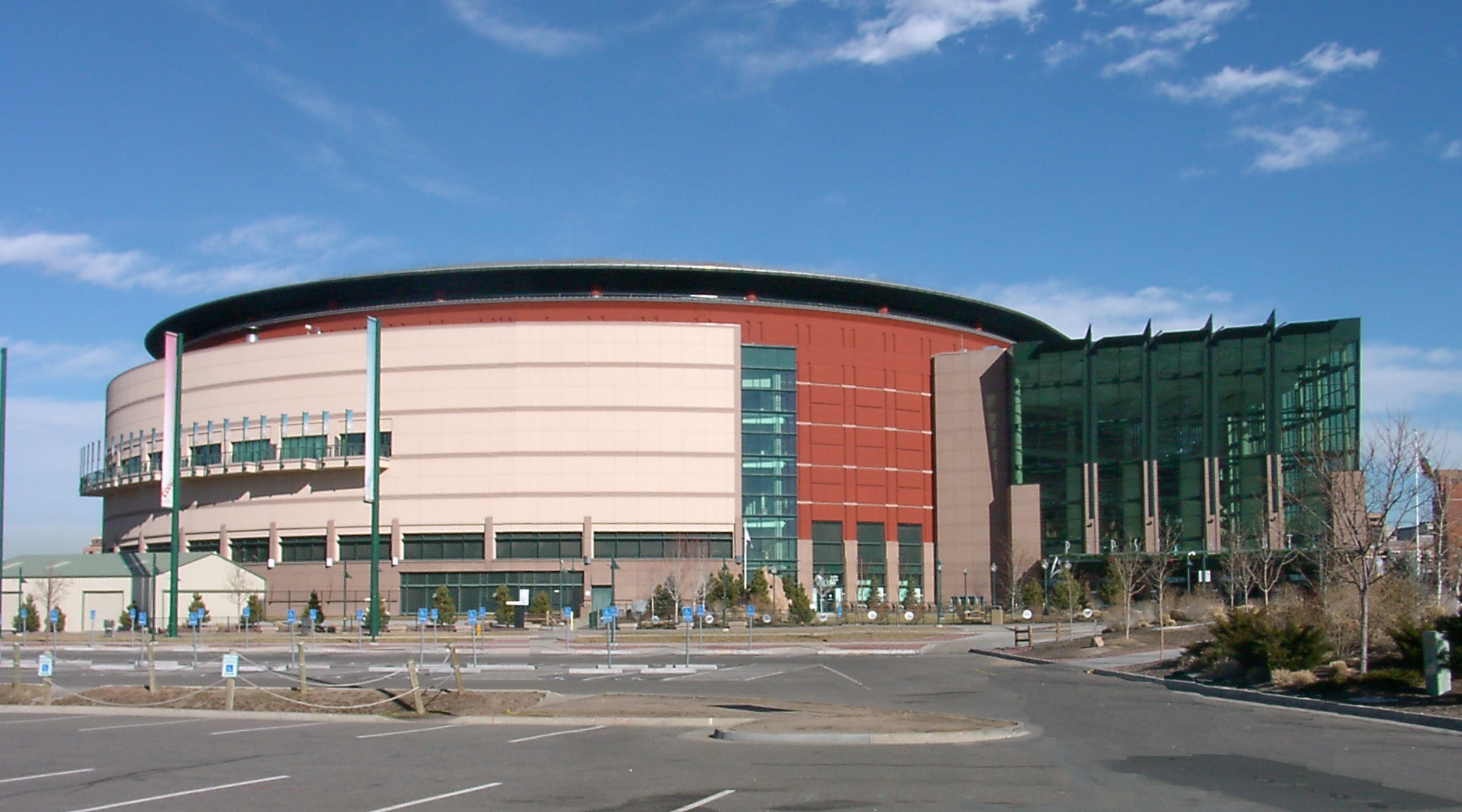
Pepsi Center, lugar del concierto y del encuentro.

El 2 de junio de 2013, mientras estaba en su tercera gira de conciertos, Taylor Swift asistió a un encuentro previo al espectáculo organizado por la radio KYGO antes de uno de sus conciertos en el Pepsi Center en Denver, Colorado. Numerosos fanáticos y empleados de la estación estaban presentes en el evento, donde los invitados fueron invitados a conocer a Swift antes de tomar fotos con ella. En el evento, Swift posó para una foto con David Mueller, un empleado de la radio en ese momento, y su entonces novia Shannon Melcher, también empleada de la estación. Swift alegó que durante la fotografía, Mueller metió la mano debajo de su falda y le agarró el trasero. Inmediatamente después del incidente, una vez que Mueller y Melcher habían salido de la sala, Swift se lo informó a su madre, al gerente de la gira, al fotógrafo y a miembros de su equipo de seguridad.
Tras el informe, el equipo de seguridad de Swift se reunió con Mueller entre bastidores y lo acusó de tocarla inapropiadamente, lo que resultó en que fuera escoltado fuera del concierto. El incidente también fue reportado a la radio KYGO y Mueller fue despedido poco después de que ellos realizaran su propia investigación sobre el evento.

### Demanda judicial
En septiembre de 2015, Mueller demandó a Swift por difamación, alegando que nunca había tocado a Swift debajo de su falda. Afirmó que, como resultado de las acusaciones falsas, había perdido su trabajo injustamente, su imagen pública había sido dañada y había sido prohibido injustificadamente de asistir a cualquier futuro concierto de Swift. Su demanda declaró:

«La afirmación de que el Sr. Mueller levantó la falda de la Sra. Swift y le agarró el trasero, mientras estaba con su novia, frente al fotógrafo de la Sra. Swift y al personal de seguridad altamente capacitado de la Sra. Swift, durante un encuentro VIP entre bastidores patrocinado por la empresa, es un disparate, especialmente dado que en la fotografía la falda de la Sra. Swift está en su lugar y no está siendo levantada por la mano del Sr. Mueller».

Mueller solicitó aproximadamente tres millones de dólares estadounidenses en ingresos perdidos, declarando que ganaba aproximadamente $150 000 por año en KYGO y que las carreras en la radio «pueden durar más de 20 años». En su demanda, reconoció que Swift había sido agredida, pero culpó al empleado de KYGO Hershel Coomer, afirmando que se trataba de un caso de identidad equivocada por parte de Swift y su equipo. Su demanda también mencionaba a Frank Bell, el gerente de promociones radiales de Swift, y a su madre Andrea.
Al mes siguiente, Swift presentó una contrademanda por agresión y abuso. En la demanda, ella afirmó estar completamente segura de quién la había agredido, nombrando a Mueller como la persona que deliberadamente la manoseó el trasero, de manera inapropiada y sin su permiso. La demanda también declaraba que antes de empezar en KYGO, Mueller no había trabajado en la radio desde mayo de 2006 y que antes de esto había sido despedido dos veces de puestos en la radio. En su demanda, Swift exigió un juicio con jurado y dijo que donaría cualquier dinero que ganara del juicio a organizaciones benéficas que protegen a las mujeres de agresiones sexuales y otros actos violentos.
El 26 de julio de 2016, Swift prestó su declaración. Se le concedió su solicitud de que la foto del encuentro con Mueller en 2013 no se hiciera pública, sellando los documentos el juez. El sitio web de tabloides TMZ luego publicó la imagen. En su declaración, Swift detalló su relato del evento, afirmando que Mueller intencionalmente levantó su mano bajo su vestido y le manoseó el trasero. Swift describió saber que no fue un accidente cuando intentó apartarse rápidamente y su mano todavía estaba allí, declarando que «nunca había estado tan segura de algo» en su vida.
El 31 de mayo de 2017, el juez William J. Martínez dictaminó que un jurado decidiría el resultado del juicio. Casi dos meses después, el 19 de julio de 2017, Mueller fue sancionado por el juez Martínez por destruir pruebas clave. En su declaración, reveló que solo proporcionó archivos de audio editados de su reunión de dos horas con su antiguo jefe de KYGO, Robert Call, que había grabado en su teléfono. Afirmó que los archivos completos se habían dañado cuando derramó café sobre el teclado de su laptop y que había perdido o desechado otros dispositivos electrónicos.

## Juicio
El juicio comenzó el 7 de agosto de 2017, con la presencia de Mueller, Swift y sus respectivos equipos legales. Ese día, se interrogó a los posibles jurados sobre su imparcialidad hacia el caso. Se les preguntó si eran fanáticos de la música de Swift o de Mueller. Las preguntas sobre Swift indagaron si habían escuchado su música, asistido a sus conciertos, visto sus videos y comprado alguno de sus álbumes. También se exploró si algún jurado había sido tocado inapropiadamente o acusado de tocar a alguien sin permiso. De un total de 60 candidatos, se seleccionaron ocho jurados en total, seis mujeres y dos hombres.
Al día siguiente, los abogados tanto de Swift como de Mueller presentaron sus declaraciones de apertura. Douglas Baldridge, abogado de Swift, comenzó afirmando que Swift estaba «tomando una posición por todas las mujeres» y describió el incidente como un asalto en el lugar de trabajo. Babe McFarland, abogado de Mueller, siguió argumentando que Mueller no había tocado a Swift inapropiadamente y que el incidente le había costado «[su] trabajo soñado». Después de las declaraciones de apertura, Mueller dio su testimonio, afirmando que su mano había entrado en contacto con una parte de su cuerpo que parecía ser sus costillas.
El 9 de agosto de 2017, la madre de Swift, Andrea, declaró para detallar su recuerdo del incidente. Describió cómo se sintió enferma al enterarse de lo sucedido y cómo al ver la foto pudo darse cuenta de inmediato de que su hija estaba incómoda.
Al día siguiente, Swift misma declaró; su madre no pudo estar presente en la corte durante su testimonio. Testificó durante casi una hora describiendo cómo fue un agarre «definitivo» y «muy prolongado», y habló de su respuesta monótona hacia Mueller y su novia después de la foto. Durante su testimonio, Swift fue interrogada por el abogado de Mueller sobre sus sentimientos respecto a la pérdida del trabajo de Mueller; ella recordó al abogado que la pérdida del trabajo de su cliente fue culpa suya:

«No tuve ninguna reacción ante la pérdida del trabajo de una persona extraña que no conocía... No voy a permitir que usted ni su cliente hagan que sienta de alguna manera que esto es culpa mía. Aquí estamos años después, y se me culpa por los eventos desafortunados de su vida que son el resultado de sus decisiones, no las mías».

En los días siguientes, numerosos testigos dieron su testimonio. El 11 de agosto, Stephanie Simbeck, la fotógrafa de Swift, declaró para relatar lo que había visto al tomar la foto. Al día siguiente, Greg Dent, el exguardaespaldas de Swift, también testificó. Esto fue seguido por Shannon, la exnovia de Mueller, quien dijo que no estaba observando dónde colocaba Mueller sus manos y describió la situación como rápida. Ryan Kliesch, compañero de Mueller en KYGO 98.5, declaró que inicialmente pensó que las acusaciones eran una broma porque no había visto a Mueller ser irrespetuoso con las mujeres.
El 12 de agosto, el juez Martínez desestimó el caso de tres millones de dólares de Mueller contra Swift debido a la falta de evidencia suficiente de que Swift lo había hecho despedir.
El juicio concluyó el 14 de agosto de 2017. Ambos equipos legales presentaron sus declaraciones finales antes de que el jurado deliberara durante horas. Finalmente, el jurado determinó que Mueller había agredido a Swift en el encuentro de 2013, otorgándole un dólar como indemnización. También decidieron que Andrea Swift y Frank Bell no tuvieron impacto en el despido de Mueller.

## Respuesta pública
En los dos años previos al juicio, numerosas agencias de noticias escribieron artículos sobre el incidente, avivando el interés público.
Durante el juicio, empleados de Craftsy, un sitio web de artesanía y diseño con sede en Denver ubicado justo enfrente de los tribunales, comenzaron a colocar notas adhesivas en las ventanas de sus oficinas. Las notas deletreaban letras y nombres de canciones del repertorio de Swift, incluyendo «Fearless», «I Knew You Were Trouble» y «Shake It Off», como muestras de ánimo y apoyo a la cantante durante sus comparecencias en el tribunal.
Durante el concierto de Swift en Tampa Bay, parte de su gira Reputation Stadium Tour el 14 de agosto de 2018, el primer aniversario del juicio, los fanáticos en el público sostuvieron billetes de un dólar en su honor como símbolo de apoyo. Swift dio un discurso sobre las víctimas de agresión sexual antes de continuar con el setlist del tour, interpretando una mezcla de «New Year's Day» y «Long Live».
En su discurso, Swift afirmó: «Hace un año no estaba tocando en un estadio lleno en Tampa, estaba en una sala de tribunal en Denver, Colorado. Este es el día en que el jurado se puso de mi lado y dijo que me creían». Continuó hablando sobre creer a las víctimas, disculpándose con cualquiera que no hubiera sido creído o que estuviera demasiado asustado para hablar por miedo a no ser creído. Cerró su discurso agradeciendo a quienes la habían apoyado en lo que fue «una parte realmente horrible de [su] vida» y reflexionando sobre dónde estaría su vida si la gente no la hubiera creído.

## Consecuencias
En diciembre de 2017, fue nombrada como «Silence Breaker» en la edición de «Persona del Año» de la revista Time. En la revista, Swift ofreció su primera narración del asalto y el juicio, detallando cómo se sintió al testificar y el consejo que ofrecería a sus seguidores. También reveló que hasta esa fecha aún no le habían pagado el dólar simbólico que había ganado.
Swift también recordó que fue la mayor cantidad de veces que se había mencionado la palabra ‘trasero’ en la Corte Federal de Colorado.
También se ha especulado ampliamente que Swift hizo referencia a su juicio por agresión en su video musical «Look What You Made Me Do», pero esto nunca fue confirmado por Swift misma.
En la edición de abril de 2019 de Elle, Swift una vez más habló de su juicio. En el artículo titulado «30 cosas que aprendí antes de cumplir los 30», Swift afirmó, como su lección número 13, que «Es mi opinión que en casos de agresión sexual, creo a la víctima». Atribuyó esta lección a su experiencia en el juicio, haciendo referencia a lo que describió como el estigma que muchas mujeres sienten al hablar sobre la agresión.
Después del resultado del juicio, Mueller tuvo dificultades durante meses para encontrar trabajo en la radio. En 2018, fue contratado por KIX-92.7 para conducir un programa matutino en Misisipi, presentándose bajo el seudónimo de Stonewall Jackson. El caso fue mencionado en la demanda por el accidente de esquí de 2023 contra la actriz estadounidense Gwyneth Paltrow, quien había contrademandado al demandante por un dólar. Paltrow ganó el juicio.